# Boothby Pagnell
Boothby Pagnell est une paroisse civile et un village du Lincolnshire, en Angleterre.